# Fadi
Fadi (en llatí Fadius) era el nom d'una família romana del municipi d'Arpinium. Alguns membres de la família es van establir a Roma i altres es van quedar a la seva ciutat natal.
Els Fadis (Fadii) apareixen a la història en temps de Ciceró, però cap d'ells va obtenir un alt càrrec de la república més enllà del tribunat. La família va utilitzar els cognomens Gal i Ruf (Gallus i Rufus).
Els personatges més destacats van ser:
- Gai Fadi o Quint Fadi, sogre de Marc Antoni
- Luci Fadi, notable d'Arpinium